# الكأس الأفروآسيوية للأندية 1992
النسخة الخامسة من الأفروآسيوية بين النادي الإفريقي التونسي والهلال السعودي وفاز النادي الإفريقي.

## الفرق
- الإفريقي الفائز بدوري أبطال أفريقيا
- الهلال الفائز بدوري أبطال آسيا

## النتيجة النهائية

### الذهاب
| الأفريقي | 2–1 | الهلال |
| -------- | --- | ------ |
|          |     |        |

### الإياب
| الهلال | 2–2 | الأفريقي |
| ------ | --- | -------- |
|        |     |          |

## الفائز بالبطولة
(اللقب الأول)